# Scutellaria elliptica
Scutellaria elliptica là một loài thực vật có hoa trong họ Hoa môi. Loài này được Muhl. miêu tả khoa học đầu tiên năm 1793.

## Hình ảnh

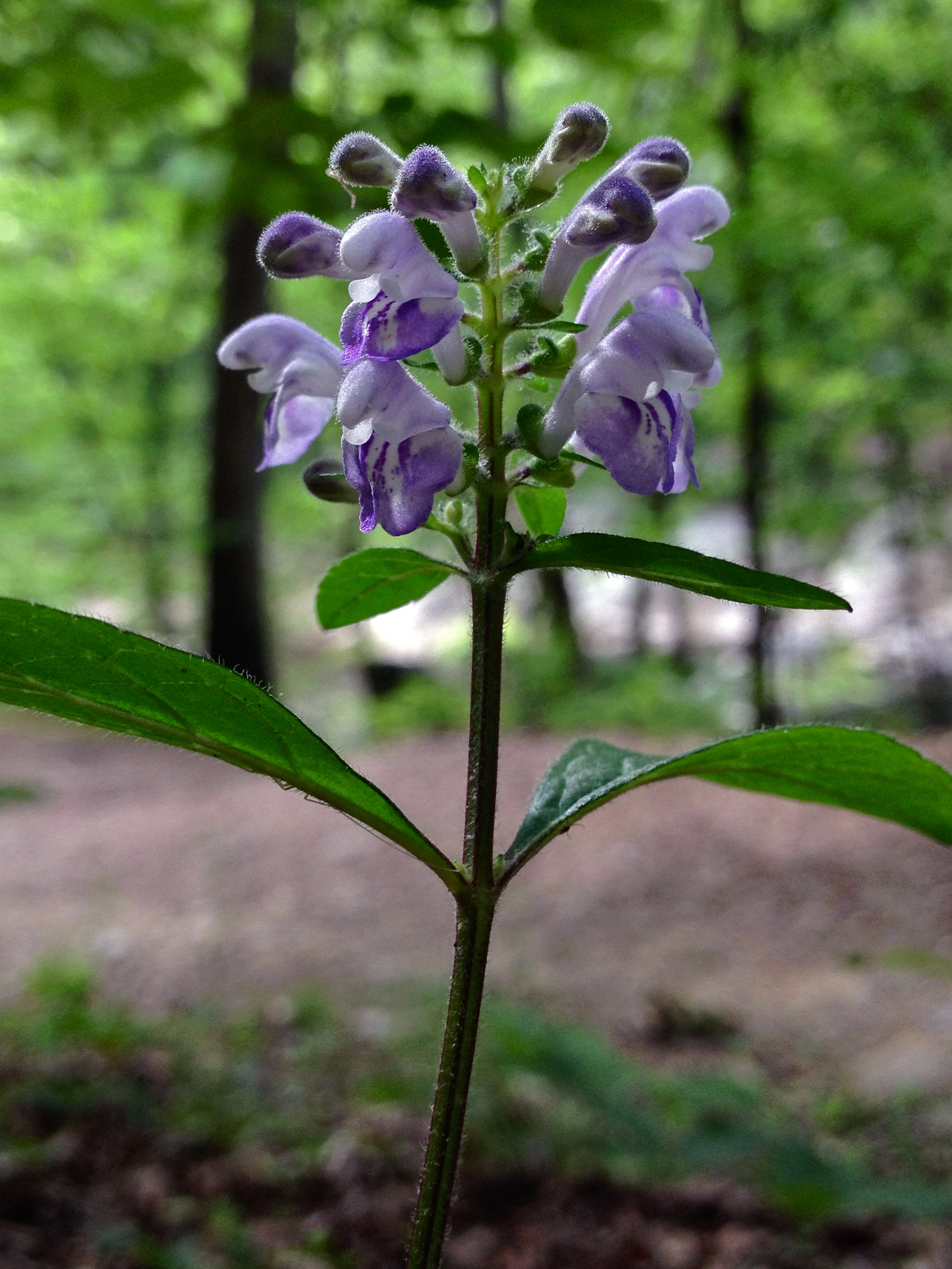
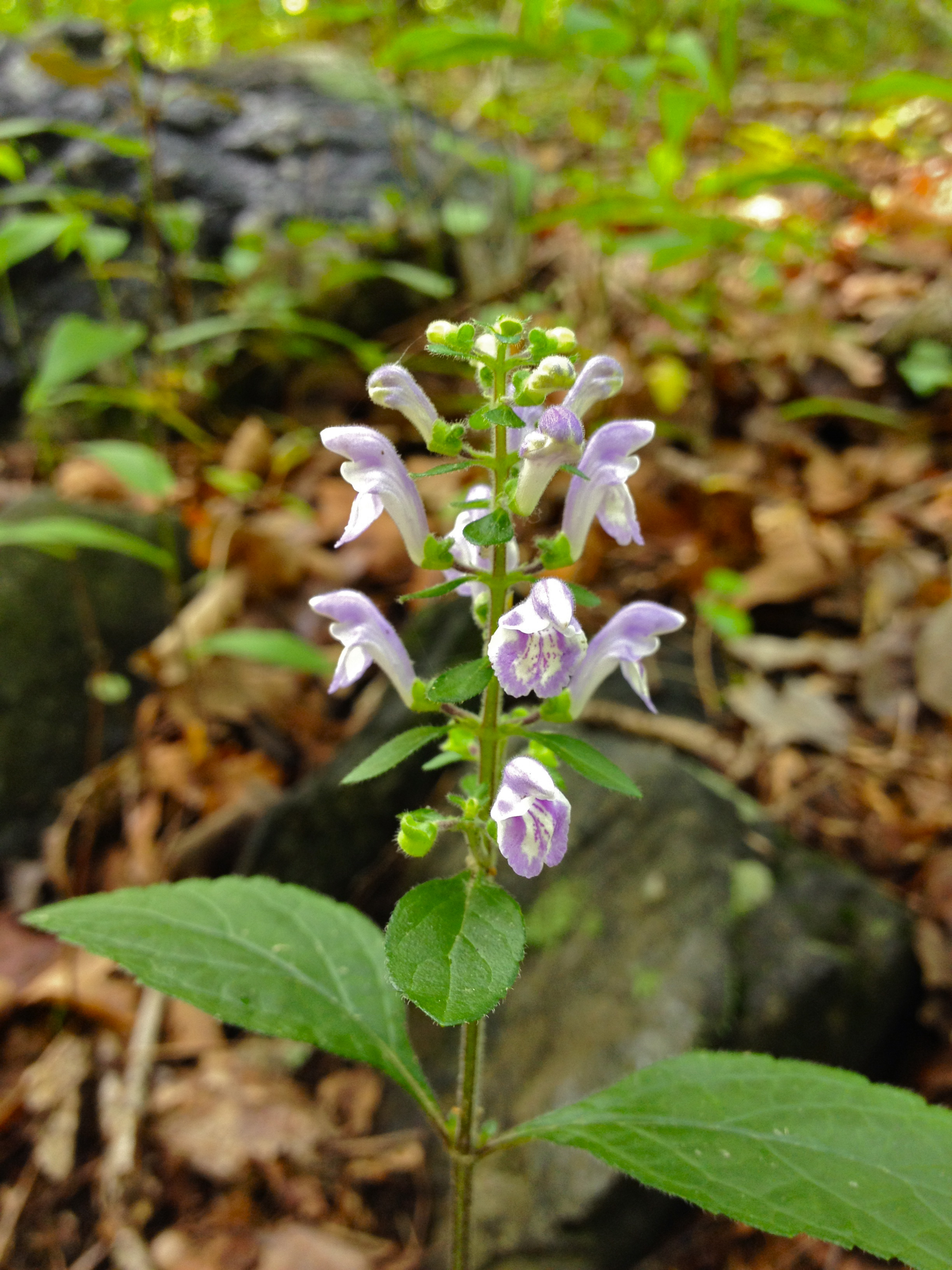